# Nana Takagi
Nana Takagi (2 juli 1992) is een voormalig Japans langebaanschaatsster. Takagi komt vooral uit op de 1500 en 3000 meter, massastart en ploegenachtervolging. Haar jongere zus Miho Takagi schaatst ook.
Op zaterdag 14 februari 2015 werd Takagi samen met haar zus en Ayaka Kikuchi wereldkampioene ploegenachtervolging en tijdens de Olympische Winterspelen van 2018 behaalde ze goud op dit onderdeel. Haar tweede gouden medaille in PyeongChang behaalde ze op de Massastart. 
Als gevolg van de Coronapandemie nam Nana Takagi in het seizoen 2020-2021, evenals andere Aziatische schaatsers, niet deel aan internationale wedstrijden. De Olympische Winterspelen van 2022 verliepen voor Nana Takagi zeer teleurstellend. In de slotronde van de finale van de ploegenachtervolging kwam ze ten val, waardoor Japan haar leidende positie verloor en slechts zilver won. Door een val in de halve finale van de massastart, kon Nana Takagi haar Olympische titel op dit nummer niet succesvol verdedigen. Haar zus Miho Takagi was wel zeer succesvol bij deze Winterspelen in Peking.
In april 2022 maakte Takagi bekend dat ze stopt met schaatsen.

## Records

### Persoonlijke records
| Afstand    | Tijd    | Datum            | Baan           |
| ---------- | ------- | ---------------- | -------------- |
| 500 meter  | 38,58   | 6 maart 2021     | Hachinohe      |
| 1000 meter | 1.15,08 | 7 februari 2020  | Calgary        |
| 1500 meter | 1.52,06 | 12 december 2021 | Calgary        |
| 3000 meter | 3.57,81 | 3 december 2021  | Salt Lake City |
| 5000 meter | 7.08,77 | 19 november 2017 | Stavanger      |

### Wereldrecords
| #  | Afstand                     | Tijd    | Datum            | Baan           |
| -- | --------------------------- | ------- | ---------------- | -------------- |
| 1. | Achtervolging (6 ronden) *  | 2.55,77 | 10 november 2017 | Heerenveen     |
| 2. | Achtervolging (6 ronden) ** | 2.53,88 | 2 december 2017  | Calgary        |
| 3. | Achtervolging (6 ronden) *  | 2.50,87 | 8 december 2017  | Salt Lake City |
| 4. | Achtervolging (6 ronden) *  | 2.50,76 | 14 februari 2020 | Salt Lake City |

#### Wereldrecords laaglandbaan (officieus)
| Nr. | Afstand                      | Tijd    | Datum            | Baan       |
| --- | ---------------------------- | ------- | ---------------- | ---------- |
| 1.  | Achtervolging (6 ronden) *** | 2.57,75 | 03 december 2016 | Astana     |
| 2.  | Achtervolging (6 ronden) *   | 2.55,77 | 10 november 2017 | Heerenveen |
| 3.  | Achtervolging (6 ronden) *   | 2.53,89 | 21 februari 2018 | Gangneung  |
| 4.  | Achtervolging (6 ronden) *   | 2.53,61 | 12 februari 2022 | Peking     |

|  | = huidig wereldrecord |

- * samen met Ayano Sato & Miho Takagi
- ** samen met Ayaka Kikuchi & Miho Takagi
- *** samen met Misaki Oshigiri & Miho Takagi

## Resultaten
| Jaar | WK Allround            | WK Afstanden                                           | Olympische Spelen                            | WK Junioren                               |
| ---- | ---------------------- | ------------------------------------------------------ | -------------------------------------------- | ----------------------------------------- |
| 2010 |                        |                                                        |                                              | NC21 · (19e, 17e, 24e, -) · achtervolging |
| 2011 |                        |                                                        |                                              |                                           |
| 2012 |                        |                                                        |                                              | 7e · (7e, 7e, 7e, 8e) · achtervolging     |
| 2013 |                        |                                                        |                                              |                                           |
| 2014 |                        |                                                        | 32e 1500m 4e achtervolging                   |                                           |
| 2015 | NC9 (8e, 13e, 9e, -)   | 15e 1500m · 18e 3000m · achtervolging · 13e massastart |                                              |                                           |
| 2016 |                        | 10e 5000m · achtervolging                              |                                              |                                           |
| 2017 | NC13 (4e, 16e, 9e, -)  | massastart · achtervolging                             |                                              |                                           |
| 2018 |                        |                                                        | 12e 5000m · massastart · achtervolging       |                                           |
| 2019 | NC11 (4e, 16e, 10e, -) | 8e 1500m · 16e 3000m · achtervolging · 15e massastart  |                                              |                                           |
| 2020 | 8e · (, 13e, , 8e)     | 8e 1500m · 13e 3000m · achtervolging · 4e massastart   |                                              |                                           |
|      |                        |                                                        |                                              |                                           |
| 2022 | 7e (4e, 8e, 6e, 7e)    |                                                        | 8e 1500m · HF 14e massastart · achtervolging |                                           |

2006: Anschütz-Thoms/Friesinger/Opitz/Pechstein/Völker ·
2010: Anschütz-Thoms/Beckert/Friesinger-Postma/Mattscherodt ·
2014: Van Beek/Leenstra/Ter Mors/Wüst ·
2018: Kikuchi/Sato/M. Takagi/N. Takagi ·
2022: Blondin/Maltais/Weidemann
2018: Nana Takagi ·
2022: Irene Schouten